# 唐集镇 (涟水县)
唐集镇，是中华人民共和国江苏省淮安市涟水县下辖的一个乡镇级行政单位。

## 行政区划
唐集镇下辖以下地区：
唐集社区、月塔村、兴旺村、沈费村、费窑村、大桥村、联富村、周程村、中营村、丰华村、丰河村、胡缪村和陆舍村。